# Francesc d'Assís Galí i Fabra
Francesc d'Assís Galí i Fabra (Barcelona, 22 de novembre de 1880 - 23 de setembre de 1965) fou un pintor i pedagog català. Dels seus projectes pedagògics es traspua un nacionalisme arrenglerat dins del Noucentisme.

## Biografia
Va néixer en una família acomodada de Barcelona, el seu pare Bartomeu Galí i Claret, natural de Camprodon, fou pedagog, la seva mare Ana Fabra i Poch i el seu oncle, Pompeu Fabra, contribuí a la seva formació d'alt nivell. Va estudiar a l'escola Llotja i fou deixeble - en la tècnica de l'aiguafort - d'Alexandre de Riquer, que probablement l'introduí al Cercle Artístic de Sant Lluc. La seva pintura va ser en principi modernista, passant per les fases de simbolisme i realisme fins que amb l'arribada del noucentisme va canviar cap a les noves idees amb cert idealisme.
Es dedicà a l'ensenyament, fundant l'Escola d'Art Galí al número 4 del carrer Cucurulla de Barcelona l'any 1906. Amb 26 anys dirigeix una escola amb postulats noucentistes i contra la didàctica tradicional. Entre d'altres, foren deixebles seus Esteve Monegal, Manuel Humbert, Ignasi Mallol, Joan Miró, Llorens i Artigas, Rafael Benet, Ernest Maragall, Marian Espinal o Lluís Plandiura.
El 1913 tancà l'escola en ser nomenat conseller tècnic del Consell d'Investigació Pedagògica; organisme cultural creat per a la recerca i l'assessorament pedagògic en tots els seus graus a instàncies del president de la Diputació de Barcelona, Enric Prat de la Riba. El president de la Diputació també ostentà el càrrec de president de la Mancomunitat de Catalunya en ser fundada el 1914 i fou des d'aquesta plataforma des d'on fou possible portar a terme els projectes de Galí.
El 1915 s'obre l'Escola Superior dels Bells Oficis que des d'aleshores dirigirà i on compaginarà tasques com a professor en les assignatures de Dibuix i Color, aprofitant l'experiència adquirida a l'Escola d'Art Galí. Posteriorment, el curs 1918 - 1919, es reforçà el projecte pedagògic amb l'obertura de l'Escola Tècnica d'Oficis d'Art de la que també en fou director. Però tot aquest treball es veurà estroncat el 1923 amb el cop d'estat de Primo de Rivera. L'any 1924 es destitueix tot el professorat i finalment es produeix el tancament.
Entre 1924 i 1936 es dedicà amb intensitat al seu treball artístic. Essent nomenat assessor artístic de l'Exposició Internacional de Barcelona de 1929 de la qual va dissenyar el seu cartell.
Durant la Guerra Civil espanyola va ocupar el càrrec de Director General de Belles Arts de la República. Ostentant aquest càrrec s'encarregà de posar a refugi més de tres mil obres d'art, entre les quals n'hi havia del Prado, que foren conduïdes al Castell de Peralada i posteriorment anaren a Suïssa. Fou nomenat per la Generalitat com un dels membres de Belles Arts al Consell de l'Escola Nova Unificada; hi quedà vinculat des de la seva fundació fins al juliol de 1937, quan es proposà la disminució dels sindicats en els òrgans de govern. Tot i el breu temps que estigué Galí al CENU, fou el responsable del pla d'estudis dels ensenyaments artístics.
Es va exiliar a Londres l'any 1939, quan tornà a Barcelona feu diverses exposicions.

## Obra
De la seva obra pictòrica es pot destacar els frescos de l'edifici de Correus i Telègrafs de Barcelona de l'any 1928, els de la cúpula del Palau Nacional (Barcelona) realitzats amb motiu de l'Exposició Internacional de 1929 i les pintures de la Sala del Quixot de la Casa de la Ciutat de Barcelona fetes l'any 1958. Actualment també es poden trobar obres a la Biblioteca Museu Víctor Balaguer.
Pel que fa a guardons a la I Bienal Hispanoamericana celebrada a Madrid el 1951 va rebre el premi Perú i a la III Bienal Hispanoamericana organitzada a Barcelona el 1955 va rebre el premi de Dibuix.

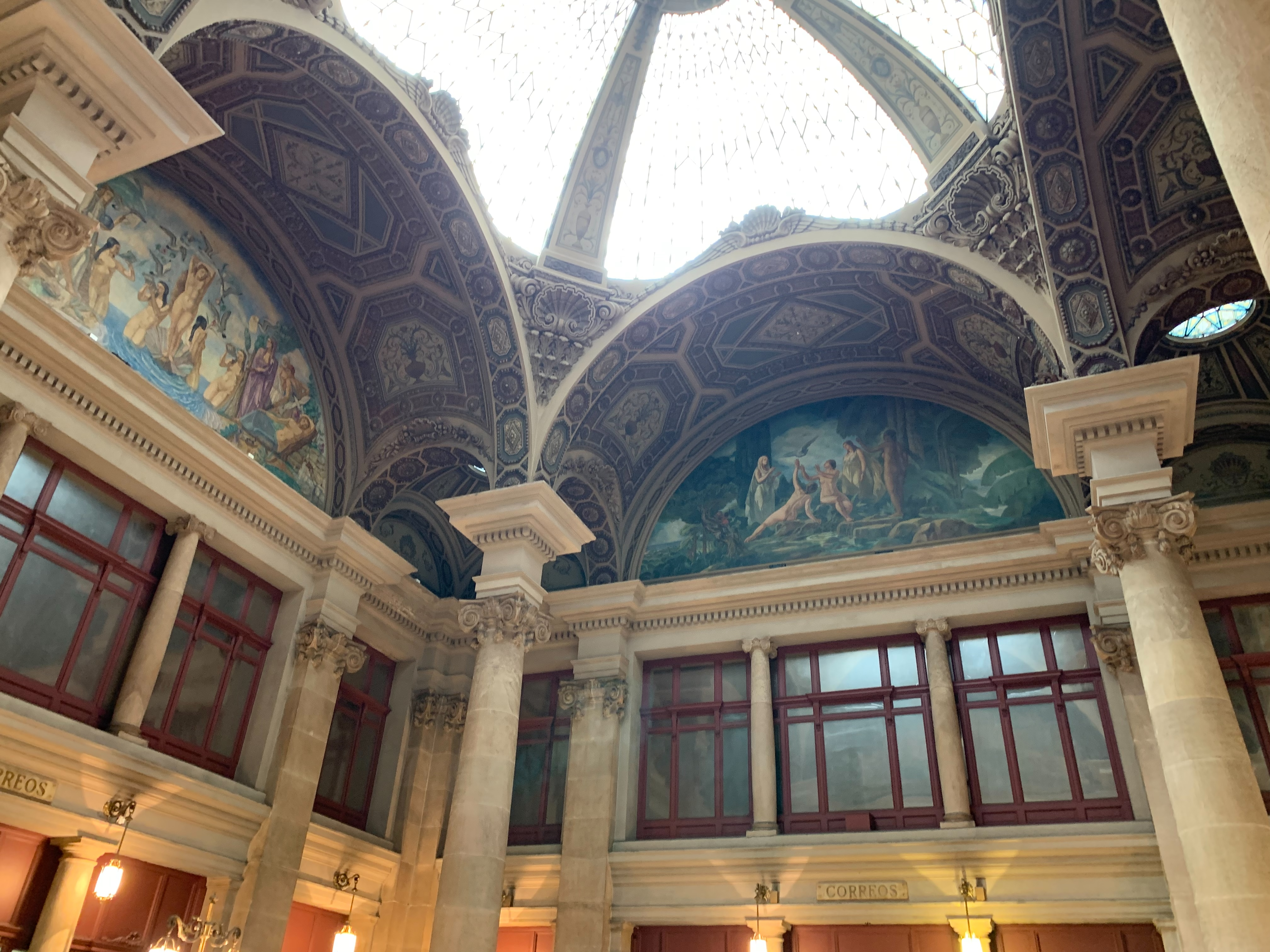
Frescos de la Casa de Correus i Telègrafs (Barcelona)
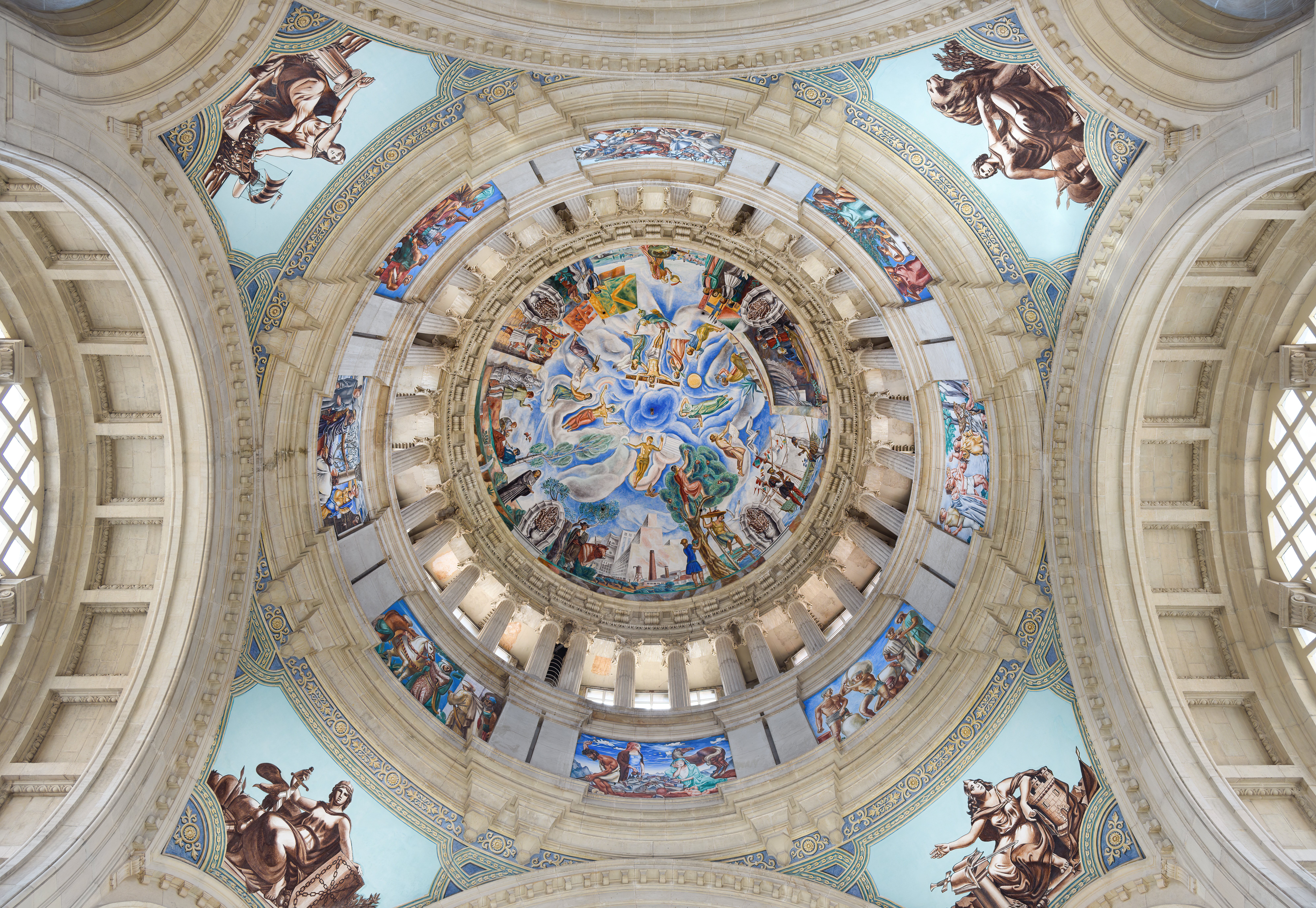
Palau Nacional de Montjuïc - Cúpula principal
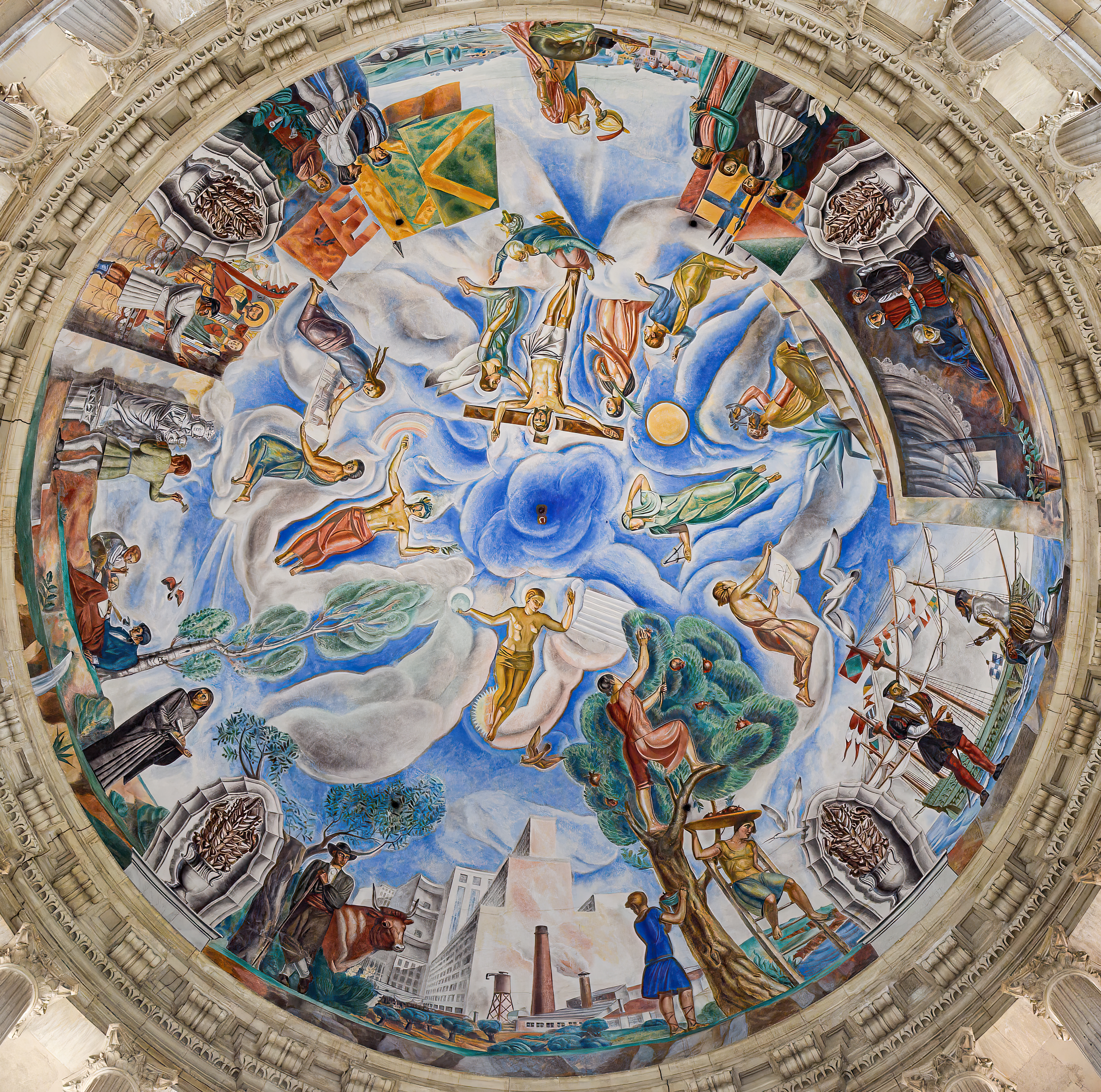
Primer pla del fresc de Francesc d'Assís Galí